# Auberville
Pour les articles homonymes, voir Auberville (homonymie).
Auberville est une commune française, située dans le département du Calvados en région Normandie, peuplée de 603 habitants (les Aubervillais).

## Géographie
Couvrant 262 hectares, le territoire d'Auberville était le moins étendu de l'ancien canton de Dozulé ; seule la commune de Sallenelles est moins étendue dans l'actuel canton de Cabourg.
| Mer de la Manche   | Mer de la Manche   | Mer de la Manche, Villers-sur-Mer |
| Gonneville-sur-Mer | Auberville         | Villers-sur-Mer                   |
| Gonneville-sur-Mer | Gonneville-sur-Mer | Gonneville-sur-Mer                |

### Climat
Pour des articles plus généraux, voir Climat de la Normandie et Climat du Calvados.
En 2010, le climat de la commune est de type climat océanique franc, selon une étude du CNRS s'appuyant sur une série de données couvrant la période 1971-2000. En 2020, Météo-France publie une typologie des climats de la France métropolitaine dans laquelle la commune est exposée à un climat océanique et est dans la région climatique Côtes de la Manche orientale, caractérisée par un faible ensoleillement (1 550 h/an) ; forte humidité de l’air (plus de 20 h/jour avec humidité relative > 80 % en hiver), vents forts fréquents. Parallèlement le GIEC normand, un groupe régional d’experts sur le climat, différencie quant à lui, dans une étude de 2020, trois grands types de climats pour la région Normandie, nuancés à une échelle plus fine par les facteurs géographiques locaux. La commune est, selon ce zonage, exposée à un « climat des plateaux abrités », correspondant à la plaine agricole de Caen à Falaise, sous le vent des collines de Normandie et proche de la mer, se caractérisant par une pluviométrie et des contraintes thermiques modérées.
Pour la période 1971-2000, la température annuelle moyenne est de 10,2 °C, avec  une amplitude thermique annuelle de 12,4 °C. Le cumul annuel moyen de précipitations est de 869 mm, avec 12,5 jours de précipitations en janvier et 8,4 jours en juillet. Pour la période 1991-2020, la température moyenne annuelle observée sur la station météorologique la plus proche, située sur la commune de Deauville à 10 km à vol d'oiseau, est de 0,0 °C et le cumul annuel moyen de précipitations est de 0,0 mm. Pour l'avenir, les paramètres climatiques de la commune estimés pour 2050 selon différents scénarios d’émission de gaz à effet de serre sont consultables sur un site dédié publié par Météo-France en novembre 2022.

## Urbanisme

### Typologie
Au 1er janvier 2024, Auberville est catégorisée commune rurale à habitat dispersé, selon la nouvelle grille communale de densité à 7 niveaux définie par l'Insee en 2022.
Elle appartient à l'unité urbaine de Dives-sur-Mer, une agglomération intra-départementale dont elle est une commune de la banlieue,. Par ailleurs la commune fait partie de l'aire d'attraction de Trouville-sur-Mer, dont elle est une commune de la couronne,. Cette aire, qui regroupe 35 communes, est catégorisée dans les aires de moins de 50 000 habitants,.
La commune, bordée par la baie de Seine, est également une commune littorale au sens de la loi du 3 janvier 1986, dite loi littoral. Des dispositions spécifiques d’urbanisme s’y appliquent dès lors afin de préserver les espaces naturels, les sites, les paysages et l’équilibre écologique du littoral, tel le principe d'inconstructibilité, en dehors des espaces urbanisés, sur la bande littorale des 100 mètres, ou plus si le plan local d’urbanisme le prévoit.

### Occupation des sols
L'occupation des sols de la commune, telle qu'elle ressort de la base de données européenne d’occupation biophysique des sols Corine Land Cover (CLC), est marquée par l'importance des territoires agricoles (40,6 % en 2018), en diminution par rapport à 1990 (62,1 %). La répartition détaillée en 2018 est la suivante : 
prairies (40,6 %), zones urbanisées (34,6 %), forêts (22,2 %), espaces verts artificialisés, non agricoles (1,6 %), espaces ouverts, sans ou avec peu de végétation (0,6 %), zones humides côtières (0,5 %). L'évolution de l’occupation des sols de la commune et de ses infrastructures peut être observée sur les différentes représentations cartographiques du territoire : la carte de Cassini (XVIIIe siècle), la carte d'état-major (1820-1866) et les cartes ou photos aériennes de l'IGN pour la période actuelle (1950 à aujourd'hui).

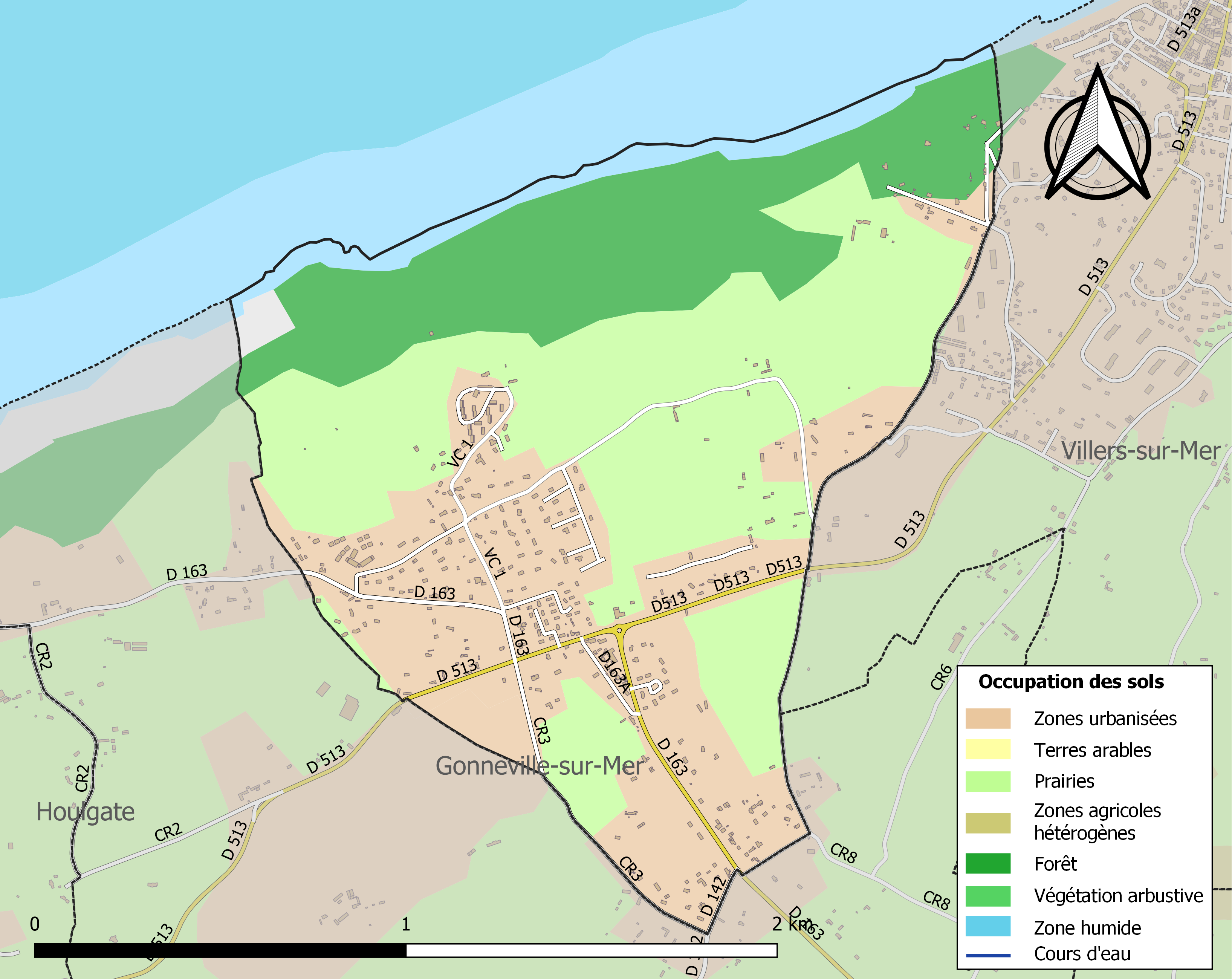
Carte des infrastructures et de l'occupation des sols de la commune en 2018 (CLC).

## Toponymie
Le toponyme est attesté sous la forme Osbertivilla en 1082. Il est composé d'un anthroponyme germanique Osbert, plus précisément anglo-saxon Osberht ou scandinave Osbern, nom de personne fréquent dans la Normandie ducale cf. Osbern de Crépon, et de l'ancien français vile (du latin villa), dans son sens originel de « domaine rural ».
Remarque : les noms de personnes Osbehrt et Osbern se perpétuent respectivement dans les noms de familles normands Osbert (surtout Manche) et Auber (sans t, Aubert avec t étant une forme populaire d’Albert). En pratique, les trois noms se sont souvent confondus.

## Histoire
Des fouilles archéologiques ont permis de mettre au jour des sépultures mérovingiennes.
Au XVIIe siècle, Blanche d’Auberville devient abbesse de l’abbaye aux Dames de Caen. Elle apporte en dot le patronnage de l’église ce qui lui permet d’y nommer le curé.

## Politique et administration
| Période                                  | Période   | Identité           | Étiquette | Qualité                       |
| ---------------------------------------- | --------- | ------------------ | --------- | ----------------------------- |
| (avant 2001)                             | mars 2008 | William Lemarchand |           |                               |
| mars 2008                                | mai 2020  | Antoine Grieu      | SE        | Conducteur de travaux         |
| mai 2020                                 | En cours  | Bertrand Chirot    | SE        | Technicien de bureau d’études |
| Les données manquantes sont à compléter. |           |                    |           |                               |

Le conseil municipal est composé de quinze membres dont le maire et deux adjoints.

## Démographie
L'évolution du nombre d'habitants est connue à travers les recensements de la population effectués dans la commune depuis 1793. Pour les communes de moins de 10 000 habitants, une enquête de recensement portant sur toute la population est réalisée tous les cinq ans, les populations de référence des années intermédiaires étant quant à elles estimées par interpolation ou extrapolation. Pour la commune, le premier recensement exhaustif entrant dans le cadre du nouveau dispositif a été réalisé en 2007.
En 2022, la commune comptait 603 habitants, en évolution de +11,87 % par rapport à 2016 (Calvados : +1,58 %, France hors Mayotte : +2,11 %).
Au premier recensement républicain, en 1793, Auberville comptait 265 habitants, chiffre seulement dépassé lors d'une forte croissance démographique pendant la première décennie XXIe siècle durant laquelle la commune a doublé sa population,
| 1793 | 1800 | 1806 | 1821 | 1831 | 1836 | 1841 | 1846 | 1851 |
| ---- | ---- | ---- | ---- | ---- | ---- | ---- | ---- | ---- |
| 265  | 204  | 235  | 219  | 221  | 224  | 178  | 199  | 187  |

| 1856 | 1861 | 1866 | 1872 | 1876 | 1881 | 1886 | 1891 | 1896 |
| ---- | ---- | ---- | ---- | ---- | ---- | ---- | ---- | ---- |
| 163  | 143  | 209  | 153  | 222  | 210  | 219  | 215  | 186  |

| 1901 | 1906 | 1911 | 1921 | 1926 | 1931 | 1936 | 1946 | 1954 |
| ---- | ---- | ---- | ---- | ---- | ---- | ---- | ---- | ---- |
| 198  | 180  | 217  | 147  | 171  | 211  | 188  | 116  | 139  |

| 1962 | 1968 | 1975 | 1982 | 1990 | 1999 | 2006 | 2007 | 2012 |
| ---- | ---- | ---- | ---- | ---- | ---- | ---- | ---- | ---- |
| 124  | 119  | 154  | 137  | 155  | 213  | 422  | 452  | 448  |

| 2017 | 2022 | - | - | - | - | - | - | - |
| ---- | ---- | - | - | - | - | - | - | - |
| 574  | 603  | - | - | - | - | - | - | - |

## Culture locale et patrimoine

### Lieux et monuments
- L'église Notre-Dame, du XIIe siècle, remaniée au XVIIe siècle[27], dotée d'un clocher-mur. Durant la décennie 2010, l'église a été entièrement restaurée à l'initiative de l'Association de sauvegarde du patrimoine d'Auberville. Les travaux terminés en mars 2022 ont été exécutés en 7 tranches.
  - Maître-autel de style baroque ;
  - retable du XVIIe siècle, Le repas chez Simon le pharisien d’après Rubens ;
  - poutre ;
  - La Décollation de Sainte-Barbe, tableau du XVIIe siècle ;
  - La Sainte Famille, Présentation de Jésus, tableau du XVIIe siècle ;
  - statues de Sainte-Barbe (pierre, polychrome,fin du XVIe siècle), Saint -Marc (bois, polychrome, fin du XVIIe siècle, Antoine de Padoue (plâtre).
- Falaises des Vaches Noires (site du « Chaos »).
- Le monument aux morts d'Auberville mentionne les victimes de la guerre de 1870, de la Grande Guerre et de la guerre de 1940.
- Mairie édifiée en 1908 pour la conservation des archives communales. Elle est typique des mairies du pays d'Auge[28].

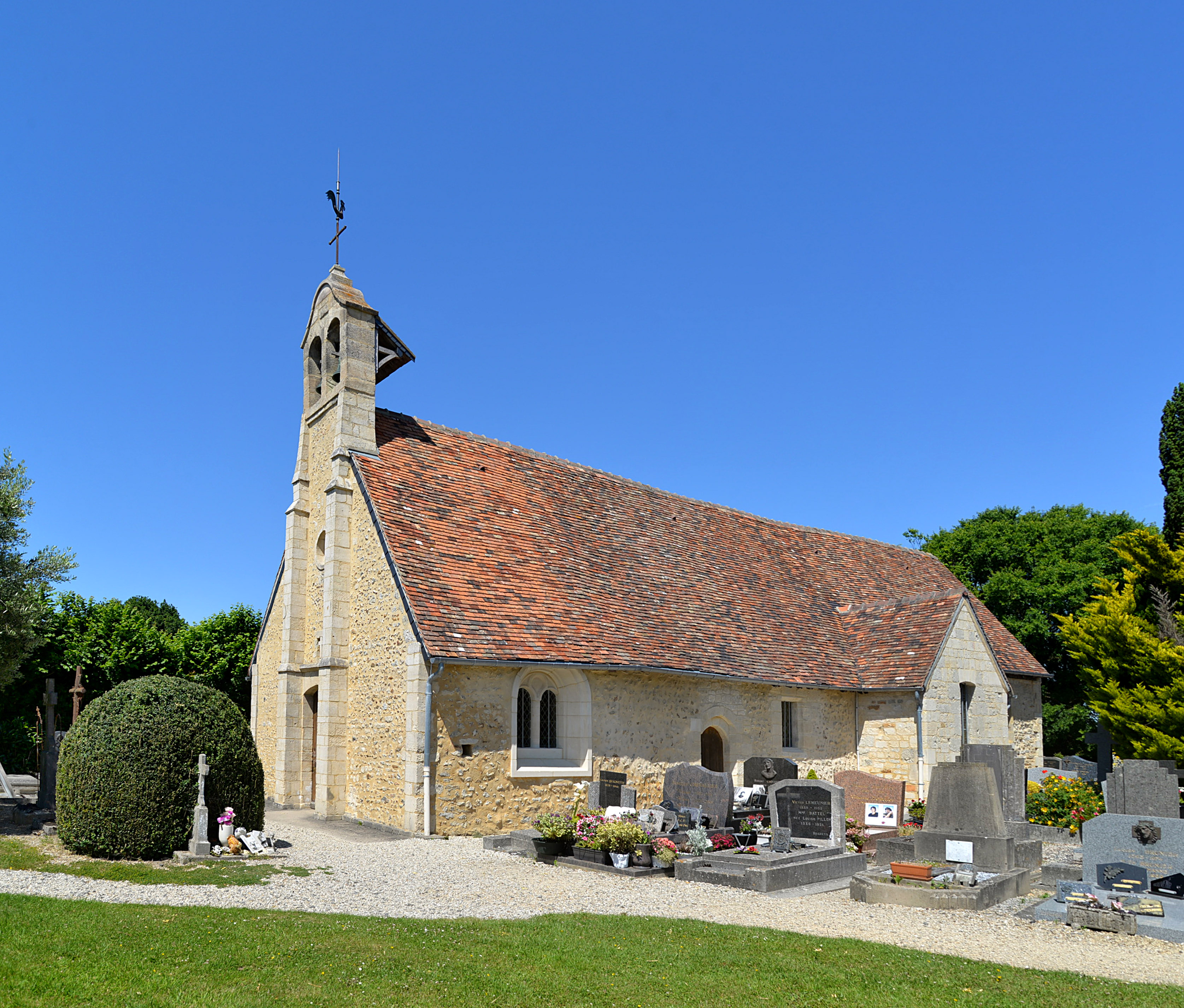
L'église Notre-Dame.
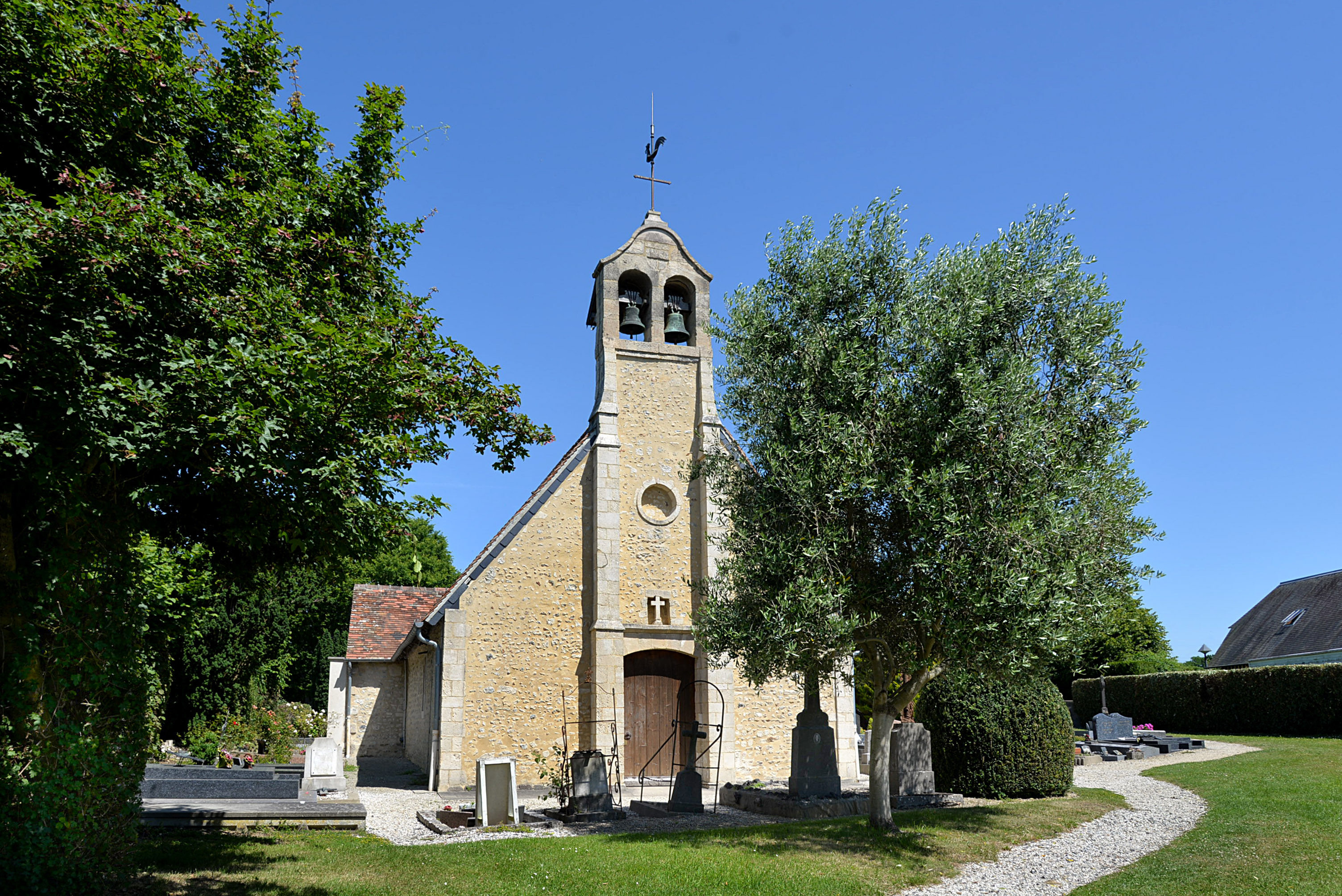
Façade occidentale de l'église Notre-Dame.
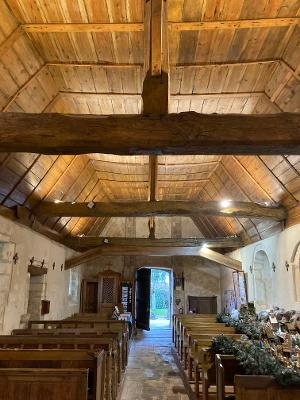
nef.
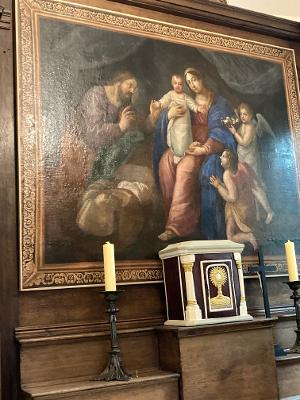
La Sainte-Famille (croisillon sud).
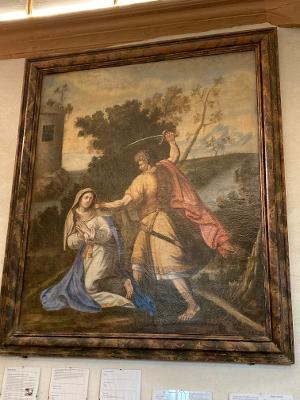
La Décollation de Sainte-Barbe.
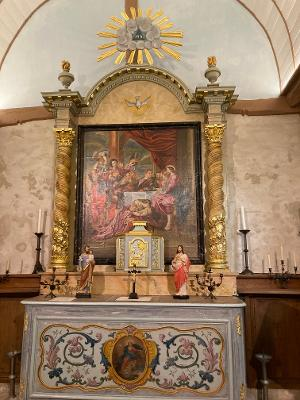
Maître-autel.
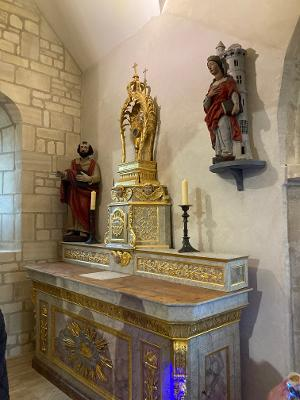
Autel du croisillon nord.
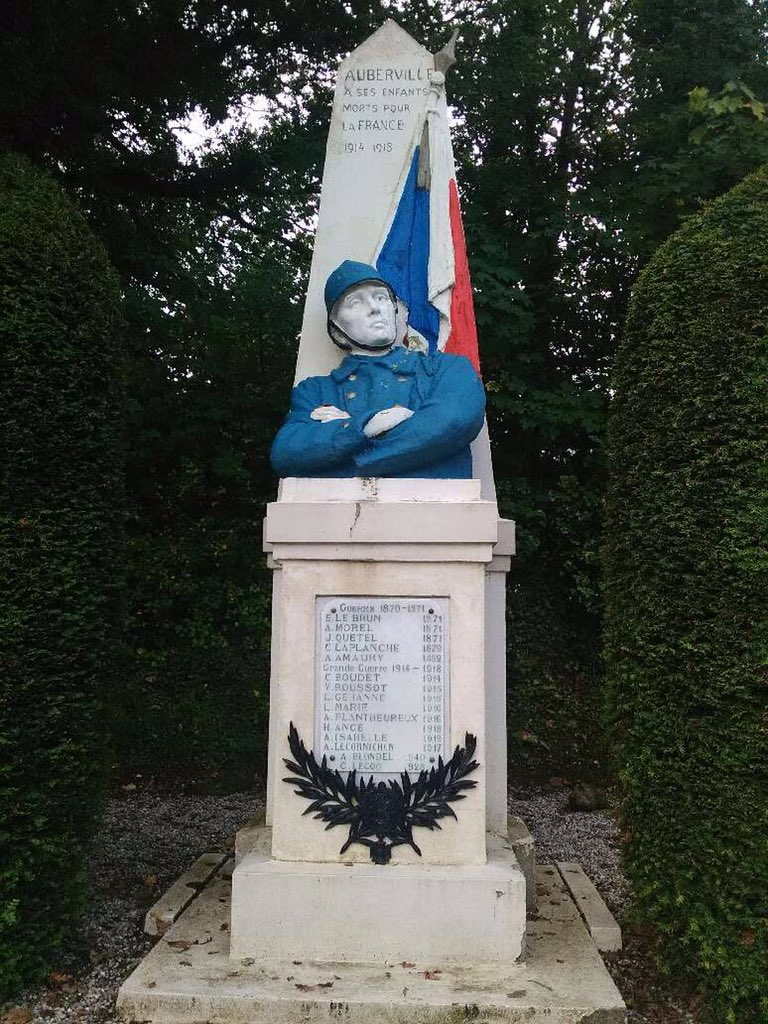
Le monument aux morts.
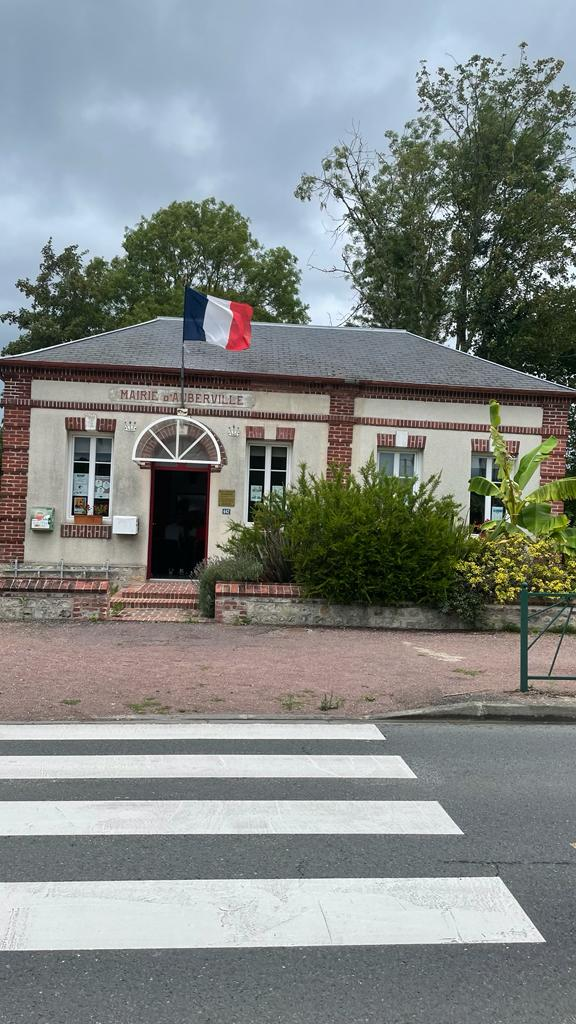
La mairie d’Auberville.

### Personnalités liées à la commune
- Paul Ernest Dupont (1816-1891) voir "villa Dupont", homme d'affaires et peintre, il séjourne à Villers et vient peindre à Auberville[29],[30]
- Pierre Ucciani (1851-1939), peintre corse, il séjourne à Cabourg, ensuite à Villers, et vient peindre à Auberville[31],[32]
- Julien Turbiau (1876-1934), médecin, peintre et sculpteur, il séjourne à Villers et vient peindre à Auberville[31],[33]
- Marie-Renée Ucciani (1883-1963), peintre et sculpteur, elle demeure à Villers et vient peindre à Auberville[31],[34]
- Claude Lelouch (né en 1937) réalisateur, producteur, acteur, scénariste, il possède une résidence secondaire à Auberville[35]